# Kristen Gutoskie
Kristen Lee Gutoskie (Toronto, 23 agosto 1988) è un'attrice canadese, è conosciuta per i suoi ruoli di Katie Frank in Containment, Rachael in Beaver Falls, e Seline in The Vampire Diaries..

## Filmografia

### Cinema
- Leslie, il mio nome è il male (Leslie, My Name Is Evil), regia di Reginald Harkema (2009) - non accreditata
- Recession Dating, regia di Andre Rehal - cortometraggio (2009)
- Blink, regia di Miles Jay - cortometraggio (2011)
- Moon Point, regia di Sean Cisterna (2011)
- That's So Relatable: Soon or Later, regia di Michael Riccio - cortometraggio (2013)
- Playground of Dreams, regia di Jordan Service - cortometraggio (2013)
- Instagram: A Caption Story, regia di Michael Riccio - cortometraggio (2014)
- 5PiX, regia di Shawn Gerrard - cortometraggio (2015)
- The Dust Storm, regia di Anthony Baldino e Ryan Lacen (2016)
- Sightless, regia di Cooper Karl - cortometraggio (2017)
- The Maestro, regia di Adam Cushman (2018)
- Eat Wheaties!, regia di Scott Abramovitch (2020)
- All the World Is Sleeping, regia di Ryan Lacen (2021)
- Jonesin', regia di Scott Westby (2021)

### Televisione
- Restless Spirits, regia di David Wellington - film TV (1999)
- Real Kids, Real Adventures - serie TV, episodio 3x12 (2000)
- In a Heartbeat - I ragazzi del pronto soccorso (In a Heartbeat) - serie TV, episodio 1x17 (2001)
- System Crash - serie TV, 2 episodi (2000-2001)
- Verdict in Blood, regia di Stephen Williams - film TV (2002)
- Pure Pwnage - serie TV, episodio 1x07 (2010)
- Vacanza con Derek (Vacation with Derek), regia di Michael McGowan - film TV (2010)
- Aaron Stone - serie TV, episodi 1x21-2x12 (2009-2010)
- I signori della fuga (Breakout Kings) - serie TV, episodio 1x10 (2011)
- Rookie Blue - serie TV, episodio 2x01 (2011)
- Being Erica - serie TV, episodi 3x13-4x02 (2010-2011)
- Originals - serie TV, 9 episodi (2011)
- Beaver Falls - serie TV, 12 episodi (2011-2012)
- Republic of Doyle - serie TV, episodi 4x03-4x08-4x09 (2013)
- Containment - serie TV, 12 episodi (2016)
- The Vampire Diaries - serie TV, 9 episodi (2016-2017)
- Relationship Status - serie TV, 9 episodi (2016-2017)
- Lethal Weapon - serie TV, 10 episodi (2017-2018)
- The Handmaid's Tale - serie TV, 10 episodi (2017-2021)
- Chicago Fire - serie TV, 12 episodi (2018-2021)
- Y - L'ultimo uomo (Y: The Last Man) - serie TV, episodi 1x07-1x09-1x10 (2021)
- Narcos: Messico (Narcos: México) - serie TV, 6 episodi (2021)

## Doppiatrici italiane
Nelle versioni in italiano delle opere in cui ha recitato, Kristen Gutoskie è stata doppiata da:
- Perla Liberatori in Being Erica
- Giulia Catania in The Vampire Diaries
- Domitilla D'Amico in Containment
- Sonia Colombo in The Handmaid's Tale
- Valentina Perrella in Y - L'ultimo uomo